# Matricaria
Matricaria es un género de fanerógamas de la familia de las asteráceas (girasoles y maravillas). 
Algunos de sus nombres comunes son: manzanilla común, manzanilla de Aragón, camomilla, manzanilla alemana, alhibar, alhívar, camomila, magarza, magarzuela, manzanilla loca, manzanillón.

## Distribución
Muchos son muy comunes en regiones templadas de Europa, Asia y América así como también en el norte y sur de África y varias se han naturalizado en Australia. La M. occidentalis es nativa de EE. UU.; otras especies fueron introducidas.

## Descripción
Son anuales, duras, elegantemente aromatizadas, creciendo a lo largo de rutas, campos en barbecho, rico en nutrientes. Para muchos es una maleza.  Sin embargo, puede vérsela en jardines de hierbas y para bordes de macetas de plantas.
Las numerosas ramas de sus tallos son erectas o postradas. Sus hojas bipinnadas tienen numerosos y estrechos lóbulos.
Las flores son radialmente simétricas. Los capítulo de color amarillo-verdoso son semi esféricos. Los rayos florales blancos están presente en (M. chamomilla) o (M. discoidea). Los discos florales son 4-5 dentados. El receptáculo es 2-3 veces más alto que ancho. 

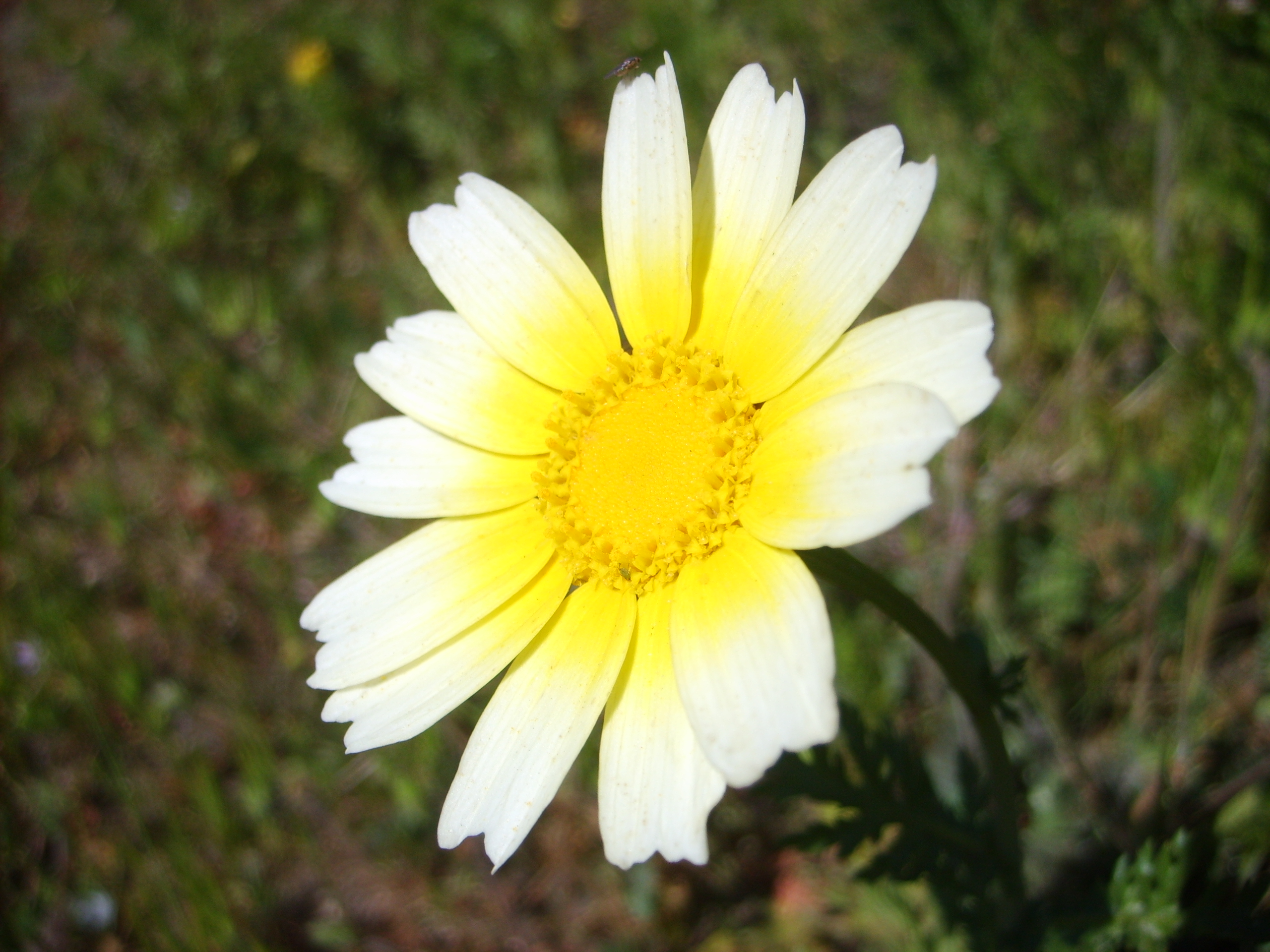

## Taxonomía
El género fue descrito por  Carlos Linneo y publicado en Species Plantarum 2: 890. 1753. La especie tipo es: Matricaria chamomilla L.
Etimología
Matricaria: nombre genérico que deriva del latín matrix =  "vientre", en referencia a que la planta ha sido utilizada como una cura para los trastornos femeninos.

## Especies
- Matricaria acutiloba
- Matricaria albida
- Matricaria arábica
- Matricaria arlgirdensis
- Matricaria auriculata
- Matricaria brachyglossa
- Matricaria burchellii
- Matricaria capitellata
- Matricaria caucasica

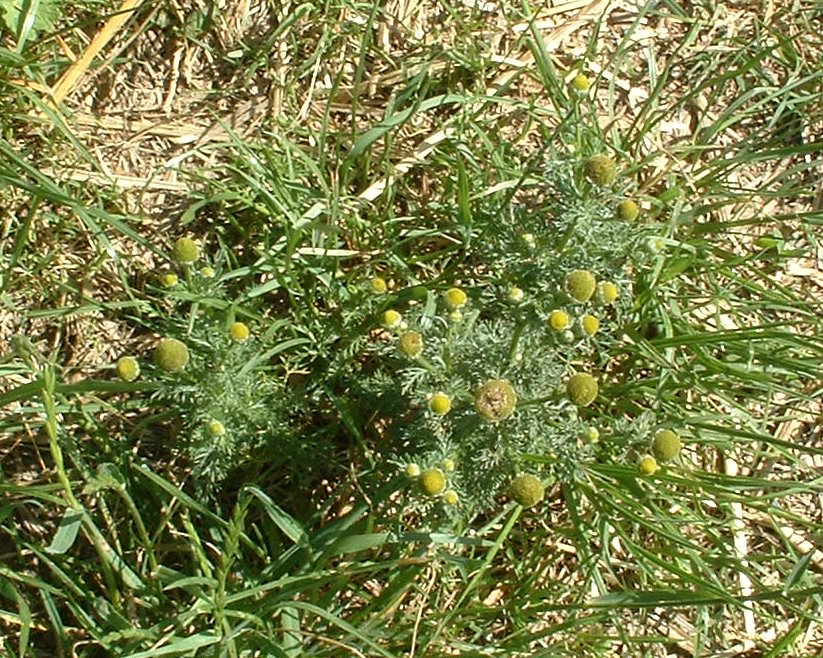
Matricaria discoidea.

- Matricaria chamomilla (sinónimo de Matricaria recutita L.)
- Matricaria confusa
- Matricaria conoclinia
- Matricaria coreana
- Matricaria corymbifera
- Matricaria courrantiana
- Matricaria decipiens
- Matricaria dichotoma
- Matricaria discoidea (sinónimo de Chamomilla suaveolens)
- Matricaria fuscata
- Matricaria glabra (sinónimo de Otospermum glabrum (Lag.) Willk.)
- Matricaria glabrata
- Matricaria globifera
- Matricaria grandiflora
- Matricaria heterocarpa
- Matricaria hirsutifolia
- Matricaria hirta
- Matricaria hispida
- Matricaria intermedia
- Matricaria lamellata
- Matricaria lasiocarpa
- Matricaria laxa
- Matricaria macrotis
- Matricaria matricarioides (sinónimo de Chamomilla suaveolens (Pursh) Rydb.)
- Matricaria melanophylla
- Matricaria microcephala
- Matricaria nigellifolia
- Matricaria occidentalis
- Matricaria otaviensis
- Matricaria parvilfora
- Matricaria pinnatifida
- Matricaria praecox (sinónimo de Matricaria parviflora (Willd.) Poir.)
- Matricaria raddeana
- Matricaria rosella
- Matricaria schinzinna
- Matricaria spathipappus
- Matricaria subglobosa
- Matricaria suffruticosa
- Matricaria tempskyana
- Matricaria trichophylla
- Matricaria tridentata
- Matricaria tzvelevii (sinónimo de Chamomilla tzvelevii (Pobed.) Rauschert)